# Au royaume des singes
Pour plus de détails, voir Fiche technique et Distribution.
Au royaume des singes (Monkey Kingdom) est un documentaire américain réalisé par Mark Linfield (en) et Alastair Fothergill en 2015 et produit par Disneynature.

## Synopsis
Dans la forêt du Sri Lanka, Maya, une jeune guenon de l'espèce des Macaques à Toque, vit au sein d'une troupe dont elle est en bas de la hiérarchie sociale.
Intelligente et débrouillarde, elle voit sa vie changer du tout au tout à l'arrivée de son fils, Kip, dont le père a été chassé du groupe. Elle se bat quotidiennement pour la survie de son fils, malmené par les reines qui savent bien que Kip n'est pas le fils du chef.
Le territoire du groupe est soudain envahi par des singes voisins et la famille de Maya doit s'en aller, quitte à rejoindre la ville pour y voler de la nourriture aux humains. Les macaques doivent alors s'organiser pour retourner chez eux affronter leurs envahisseurs, et peuvent compter pour cela sur le père de Kip, de retour au bon moment. Si celui-ci parvient à reconquérir le territoire de Maya, il offrira une opportunité unique à Kip et sa mère de grimper dans la hiérarchie.

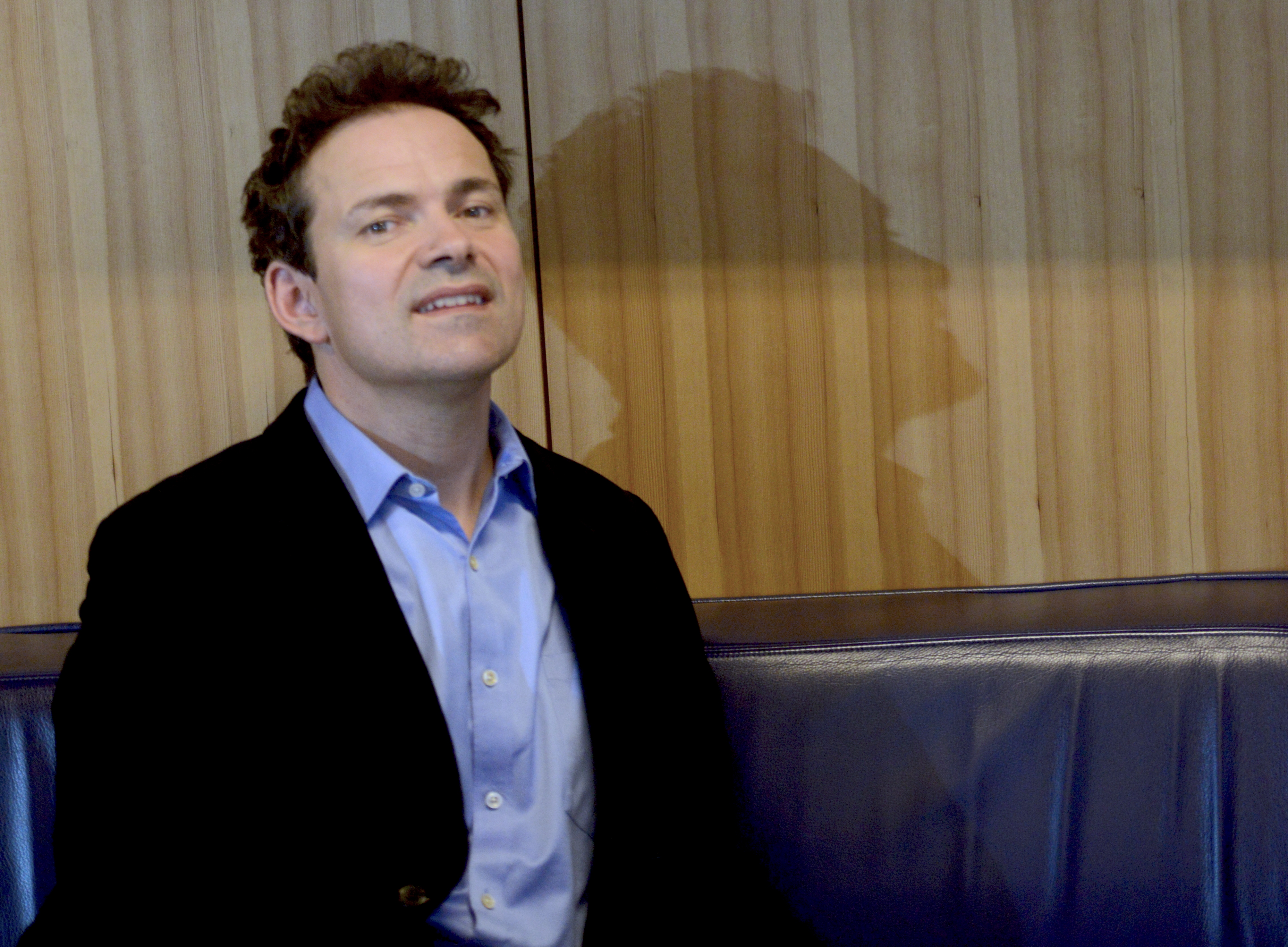
Mark Linfield, le 29 octobre 2015 à Paris, lors de la présentation du film "Au Royaume des Singes".

## Fiche technique
Sauf indication contraire, les informations mentionnées dans cette section peuvent être confirmées par les bases de données cinématographiques IMDb et Allociné,  présentes dans la section « Liens externes ».
- Titre original : Monkey Kingdom
- Titre français : Au royaume des singes
- Titre québécois : Le royaume des singes[1]
- Réalisation : Mark Linfield (en) et Alastair Fothergill
- Scénario : Mark Linfield et Kate Kondell
- Musique : Harry Gregson-Williams
- Photographie : Martyn Colbeck et Gavin Thurston
- Son : David E. Fluhr, Kate Hopkins, Johnathan Rush, Andrew Wilson, Andrew Yarme
- Montage : Andy Netley
- Producteurs : Alastair Fothergill, Mark Linfield et Kristina Reed
  - Producteurs (de terrain) : Edward Anderson, Oliver Goetzl, Nick Lyon, James Reed et Jeff Wilson
  - Production associée : Jane Hamlin
  - Direction de production : Liz Stevens
  - Production principale : Cindy Bond
- Sociétés de production : Silverback Films et Wildstar Films
- Sociétés de distribution : Disneynature et Walt Disney Studios Motion Pictures (États-Unis) ; The Walt Disney Company France (France)[2] ; Walt Disney Studios Motion Pictures (Belgique)[3] ; Walt Disney Pictures Canada (Québec)[1]
- Budget : n/a
- Pays de production :  États-Unis[2]
- Langue originale : anglais
- Format : couleur — 1,85:1 — son Dolby Digital / Datasat
- Genre : documentaire
- Durée : 81 minutes
- Dates de sortie[4] :
  - États-Unis : 24 mars 2015 (Festival du film de Phénix), 12 avril 2015 (Festival du film de Floride), 17 avril 2015 (sortie nationale)
  - Québec : 17 avril 2015[1]
  - Belgique : 4 novembre 2015[5]
  - France : 11 novembre 2015[6]
- Classification[7] :
  - États-Unis : tous publics (G - General Audiences)
  - France : tous publics (conseillé à partir de 8 ans)[6],[8]
  - Belgique : tous publics (Alle Leeftijden)[5]
  - Québec : tous publics (G - General Rating)[1]

## Distribution
- Tina Fey (VF : Claire Keim ; VQ : Pascale Montreuil) : narratrice

## Production

### Tournage
Le film a été tourné du 23 mars 2012 au 16 octobre 2013 au Sri Lanka. Quant à « Maya et les siens ont été filmés durant trois ans, pendant lesquels cinq personnes ont cumulé plus de 1000 jours de tournage ».

## Distinctions

### Récompenses
- Golden Trailer Awards 2015 : meilleur spot télévisé d’un documentaire
- Jackson Wild Media Awards 2015 : Prix du Festival du meilleur son pour David E. Fluhr, Kate Hopkins, Tim Owens, Johnathan Rush et Andrew Wilson

### Nomination
- Environmental Media Awards 2015 : meilleur long métrage

## Éditions en vidéo
En France, le film Au royaume des singes est sorti en DVD et Blu-ray le 20 avril 2016, et en VOD le 1er octobre 2016.